# Fundación Spaceguard
Fundación Spaceguard (The Spaceguard Foundation, SGF) es una organización privada con sede a Frascati, Italia, que tiene por objetivo el estudio, observación y descubrimiento de objetos próximos a la Tierra (NEO) con la intención de proteger la Tierra de la posible amenaza de su colisión. La fundación es apartidista, apolítica y sin ánimo de lucro, y actúa como una organización internacional que agrupa a las organizaciones Spaceguard en varios países, así como los astrónomos y organizaciones interesadas en las actividades de la fundación individuales.
La fundación se estableció en Roma en 1996. Desde entonces, se ha movido en el Instituto de Investigación Espacial Europea (ESRIN) a Frascati. Desde 2007, el astrónomo italiano Andrea Carusi dirige la fundación.

## Sistema Spaceguard
El Sistema Spaceguard es un conjunto de observatorios que realizan observaciones de objetos próximos a la Tierra (NEO). El nodo central Spaceguard, el sitio web de la fundación, gestiona la colección y proporciona a los observatorios servicios que optimicen la coordinación internacional de las NEO. Los observatorios individuales del sistema participan en estos servicios de manera voluntaria. A partir de 2007, todos los observatorios en el sistema tienen base en tierra.

## Organizaciones afines
- Spaceguard Croacia (Croacia)
- Spaceguard Fundation e.V. (Alemania)
- Japan Spaceguard Association (Japón)
- Spaceguard Reino Unido (Reino Unido)